# Білозерський Микола Михайлович

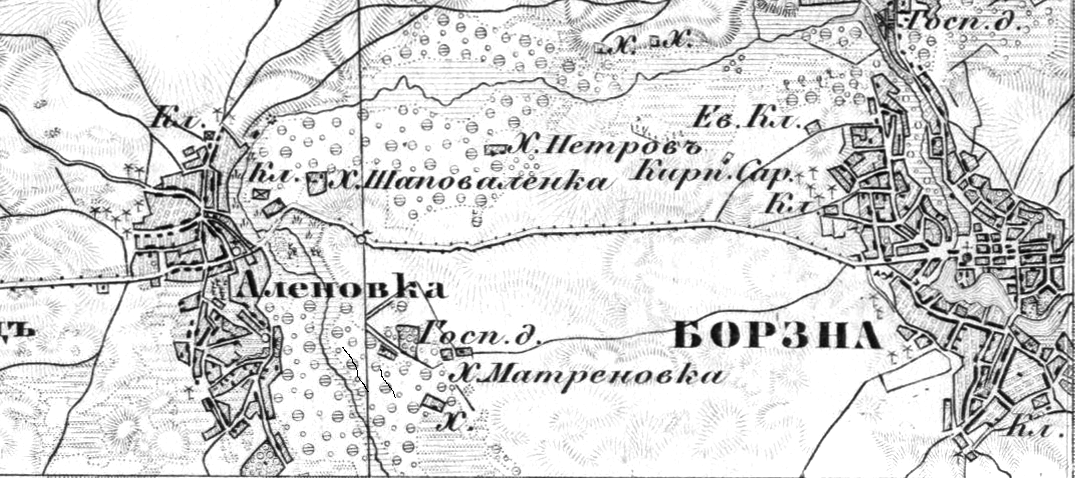
Панський будинок на хуторі Мотронівка(Госп. д. на карті)

Микола Михайлович Білозерський — (1833 — 1896) — український фольклорист і етнограф. 

## Життєпис
Народився у дворянській родині на хуторі Мотронівка (нині у межах с. Оленівка поблизу Борзни).
Навчався в Кадетському корпусі у Петербурзі, навчання не закінчив. 1854 року вступив на службу до Чернігівського губернського управління, був помічником редактора «Чернігівських губернських відомостей», у 1854—1855 — фактичним редактором видання.
В статті «Тарас Григорьевич Шевченко по воспоминаниям разных лиц (1831—1861 г.)» («Киевская Старина», 1882, № 10) опублікував свої записи спогадів знайомих Тараса Шевченка — В. М. Забіли, В. В. Тарновського (старшого), О. Ф. Сенчила-Стефановського, А. І. Лизогуба, М. М. Лазаревського та інших. У статті є цінні біографічні відомості про Шевченка. Проте вона має фактичні неточності.

## Родина
Брат Василя Білозерського і Ганни Барвінок.